# Boshgaz
Boshgaz (persiska: بشگز) är en ort i Iran.   Den ligger i provinsen Khorasan, i den östra delen av landet, 800 km öster om huvudstaden Teheran. Boshgaz ligger 2 200 meter över havet och antalet invånare är 421.
Terrängen runt Boshgaz är kuperad. Runt Boshgaz är det glesbefolkat, med 12 invånare per kvadratkilometer. Närmaste större samhälle är Asadīyeh, 11,1 km norr om Boshgaz. Trakten runt Boshgaz är ofruktbar med lite eller ingen växtlighet.